# Gouvernorat de Hébron
Le gouvernorat de Hébron est un gouvernorat de la Palestine.

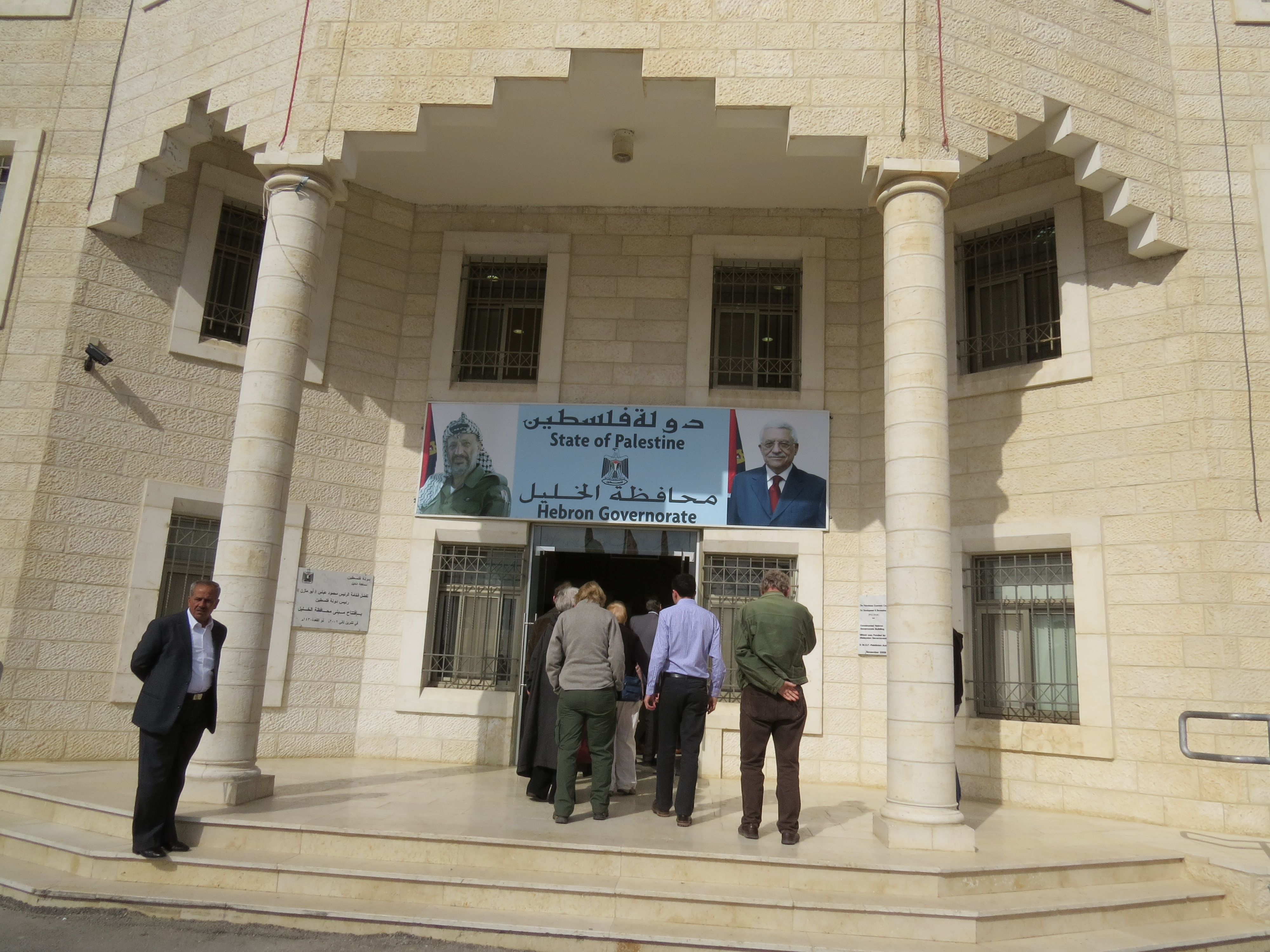
Gouvernorat d'Hébron

## Économie
Le gouvernorat de Hébron constitue à lui seul près de la moitié du produit intérieur brut des territoires palestiniens. Mais l’activité économique y est paralysée par les restrictions imposées par Israël depuis l'actuelle guerre de Gaza.

## Démographie
Plus de 600 000 personnes habitent le gouvernorat.

## Villages
- Ash-Shuyukh